# متصلبات اللسان
متصلبات اللسان (الاسم العلمي: Scleroglossa) هي أصنوفة من الحيوانات تتبع أشباه السقنقوريات والوزغيات من طائفة الزواحف.

## التصنيف
- أشباه السقنقوريات
  - الكورديلينات
    - الكورديلات
      - الكورديلاوات